# Trichogatha dinava
Trichogatha dinava là một loài bướm đêm trong họ Noctuidae.